# Aleksandra Shevchenko
Aleksandra Shevchenko (en ucraniano: Олександра Шевченко) (Jmelnytsky (antigua Unión Soviética 24 de abril de 1988), también conocida por el diminutivo Sasha, es una activista ucraniana y cofundadora del grupo feminista radical Femen junto con Oksana Shachko, Inna Shevchenkoy Anna Hutsol. Reside en Berlín desde enero de 2013.[cita requerida]

## Manifestaciones

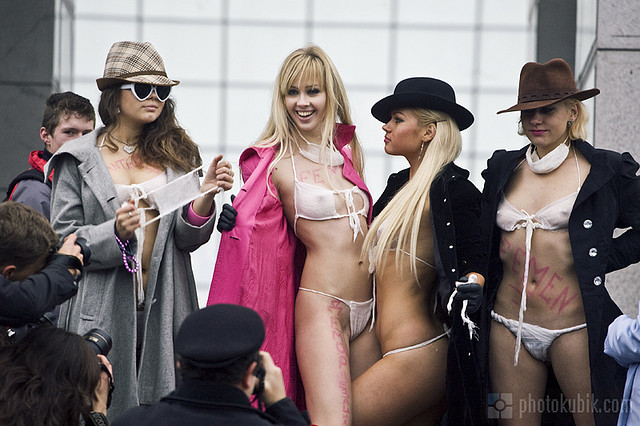
Activistas de Femen protestan en la Plaza de la Independencia de Kiev en «ropa interior» hecha a base de mascarillas antisépticas. En el centro, Aleksandra Shevchenko (fotografía de noviembre de 2009).

Ha sido encarcelada hasta en cinco ocasiones.
El domingo 6 de noviembre de 2011, al terminar la alocución papal, trató de desnudarse en plena Plaza de San Pedro a la vez que agitaba un cartel que decía «Libertad para las mujeres». Aleksandra y sus cuatro compañeras fueron inmediatamente detenidas por la Policía italiana.
El 9 de febrero de 2013, durante la 63 edición del Festival Internacional de Cine de Berlín, se manifestó contra la mutilación genital femenina. En los pechos, lucía la leyenda «Dejad de cortar mi gatito».
El 8 de abril, logró romper el cordón de seguridad y colocarse en toples entre la canciller alemana Angela Merkel y el presidente ruso Vladímir Putin en la Feria de Hannover, la feria industrial más grande del mundo. Esta vez, podía leerse «¡Que se joda el dictador!» Según la propia Aleksandra, «ha sido la acción más exitosa del grupo».

## Filmografía
- Título original: Nos seins, nos armes. Año: 2013. Dirección: Caroline Fourest, Nadia El Fani.[5]
- Título original: Everyday Rebellion. Año: 2013. Dirección: Arash T. Riahi, Arman T. Riahi.
- Título original: Ukraine Is Not a Brothel. Año: 2013. Dirección: Kitty Green.
- En 2014, protagonizó junto a Anna Hutsol, Oksana Shachko e Inna Shevchenko el documental Je suis FEMEN, dirigido por el cineasta Alain Margot y presentado en España en la 47.ª edición del Festival Internacional de Cine de Gijón.[6]